# كيم إنجليش (كرة سلة)
كيم إنجليش (بالإنجليزية: Kim English)‏ مواليد 24 سبتمبر 1988 في بالتيمور، هو لاعب كرة سلة محترف أمريكي بدأ مسيرته الاحترافية في سنة 2012 حيث تم اختياره من قبل فريق ديترويت بيستونز خلال الدرافت. يبلغ طوله 6 قدم 6 بوصة (2.0 م). اعتزل اللعب في 2015.

## فرق لعب لها
- ديترويت بيستونز
- نانسي باسكت
- شوليه باسكت

## إحصائيات المسيرة

### الموسم الاعتيادي
| السنة   | الفريق          | لعب | بدأ | دقيقة | ميداني% | ثلاثية | حرة  | ارتداد | صنع | استلاب | تصدي | نقطة |
| ------- | --------------- | --- | --- | ----- | ------- | ------ | ---- | ------ | --- | ------ | ---- | ---- |
| 2012–13 | ديترويت بيستونز | 41  | 0   | 9.9   | .375    | .280   | .724 | .9     | .6  | .4     | .1   | 2.9  |
| المسيرة |                 | 41  | 0   | 9.9   | .375    | .280   | .724 | .9     | .6  | .4     | .1   | 2.9  |

## روابط خارجية
- كيم إنجليش على موقع إن بي أي (الإنجليزية)
- كيم إنجليش على موقع سبورتس رفرنس (الإنجليزية)
- كيم إنجليش على موقع كرة السلة الأوروبية.كوم (الإنجليزية)
- كيم إنجليش على موقع كلية كرة السلة في سبورتس رفرنس.كوم (الإنجليزية)
- كيم إنجليش على موقع ريلجم (الإنجليزية)
- كيم إنجليش على موقع بروبوليرز (الإنجليزية)
- كيم إنجليش على موقع سبورتس رفرنس (الإنجليزية)
- كيم إنجليش على موقع كلية كرة السلة في سبورتس رفرنس.كوم (الإنجليزية)
- كيم إنجليش على موقع سبورتس رفرنس (الإنجليزية)